# Good Apollo, I'm Burning Star IV, Volume One: From Fear Through the Eyes of Madness
Good Apollo, I'm Burning Star IV, Volume One: From Fear Through the Eyes of Madness es el tercer álbum de estudio de la banda estadounidense de rock Coheed and Cambria. Fue grabado en el mismo lugar que los discos anteriores, en los Appleseed Studios de Woodstock, Nueva York. Columbia Records y Equal Vision Records lo lanzaron conjuntamente el 20 de septiembre de 2005.
Este disco pertenece a la primera parte del cuarto libro de los cómics The Amory Wars, escritos por la banda. A diferencia de los otros dos álbumes conceptuales anteriores, éste narra las aventuras en primera persona, desde el punto de vista del escritor. Con la llegada en 2007 del disco Good Apollo, I'm Burning Star IV, Volume Two: The World of No Tomorrow, se cerrará la cuarta parte.
Good Apollo, I'm Burning Star IV, Volume One: From Fear Through the Eyes of Madness ha dado tres sencillos: «The Suffering», «Welcome Home» y «Ten Speed (of God's Blood & Burial)». Este disco es el último para Josh Eppard y Michael Todd, batería y bajista originales de la banda, que tras seis años en Coheed and Cambria abandonaron la formación por motivos personales y desconocidos hasta la fecha.

## Listado de canciones
1. "Keeping the Blade"(Manteniendo la cuchilla) - 2:08
2. "Always & Never" (Siempre y Nunca) - 2:23
3. "Welcome Home" (Bienvenido a Casa) - 6:14
4. "Ten Speed (Of God's Blood & Burial)" (Velocidad Diez {De la sangre y entierro de Dios])- 3:46
5. "Crossing the Frame" (Cruzando el marco) - 3:26
6. "Apollo I: The Writing Writer" (Apolo I: El Escritor Escribizo) - 5:15
7. "Once Upon Your Dead Body" (Erase Una Vez Tu Cuerpo Muerto) - 3:19
8. "Wake Up" (Despierta) - 3:35
9. "The Suffering" (El Sufrimiento)- 3:43
10. "The Lying Lies & Dirty Secrets of Miss Erica Court" (Las Mentíras Falsas y Secretos Sucios de la Señorita Erica Court) - 3:17
11. "Mother May I" (Madre, Podría..)- 4:32
12. "The Willing Well I: Fuel for the Feeding End" (El Bien Dispuesto I: Combustible para el Fín Alimenticio)- 7:17
13. "The Willing Well II: From Fear Through the Eyes of Madness" (El Bien Dispuesto II: Desde el miedo hacia los ojos de la locura)  - 7:28
14. "The Willing Well III: Apollo II: The Telling Truth" (El Bien Dispuesto III: Apolo II: La Verdad Narrante) - 7:18
15. "The Willing Well IV: The Final Cut" (El Bien Dispuesto IV: La Parte Final) - 7:40 (incluye la pista oculta "Bron-Yr-Aur", tributo a Led Zeppelin)

## Créditos
- Claudio Sanchez - Voz y guitarra
- Travis Stever - guitarra y voces secundarias
- Michael Todd - bajo y voces secundarias
- Josh Eppard - Batería

- Danny Louis - Teclados en las pistas 5-10 y 15
- Sarah Kathryn Jacobs - Coros en las pistas 9 y 15
- Daniel Sadownick - Percusión en las pistas 6 y 8
- Voces infantiles en las pistas 2 y 15, Janiris Sanchez (sobrina de Claudio Sanchez)

- Datos: Q18586